# カヤ・カイゼル
カヤ・カイゼル（Kaja Kajzer 2000年1月31日- ）はスロベニア・リュブリャナ出身の柔道選手。階級は57kg級。

## 経歴
2016年のヨーロッパカデ57kg級で3位になると、2017年のヨーロッパユースオリンピックフェスティバルでは優勝した。2018年の世界ジュニアでは準決勝で今大会3連覇した舟久保遥香に合技で敗れて3位だった。2020年のグランプリ・テルアビブでIJFワールド柔道ツアー初優勝を果たした。2021年のヨーロッパ選手権では2位だった。7月に日本武道館で開催された東京オリンピックでは準々決勝でコソボのノラ・ジャコヴァに敗れると、その後の3位決定戦でもカナダのジェシカ・クリムカイトに敗れて5位だった。2024年のパリオリンピックでは初戦で敗れた。その後階級を63㎏級に上げると、グランプリ・リンツで優勝した。
IJF世界ランキングは2773ポイント獲得で15位(25/3/17現在)。

## 主な戦績
57㎏級での戦績
- 2016年 - ヨーロッパカデ　3位
- 2017年 - ヨーロッパユースオリンピックフェスティバル　優勝
- 2017年 - グランプリ・タシュケント　3位
- 2018年 - グランプリ・アガディール　2位
- 2018年 - 世界ジュニア　3位
- 2018年 - グランプリ・タシュケント　3位
- 2019年 - グランプリ・アンタルヤ　2位
- 2019年 - オセアニアオープン・パース　優勝
- 2020年 - グランプリ・テルアビブ　優勝
- 2021年 - ヨーロッパ選手権　2位
- 2021年 - 東京オリンピック　5位
- 2021年 -　グランプリ・ザグレブ　3位
- 2022年 -　グランプリ・ザグレブ 5位
- 2023年 -　ヨーロッパオープン・ローマ　3位
- 2023年 -　グランドスラム・アンタルヤ 3位
- 2023年 -　グランプリ・ザグレブ　3位
- 2024年 -　グランプリ・リンツ　3位
- 2024年 -　グランドスラム・トビリシ　5位
- 2024年 -　ヨーロッパ選手権 2位

63㎏級での戦績
- 2025年 - グランプリ・リンツ　優勝

(出典)